# Il film pirata
Il film pirata (The Pirate Movie) è un film del 1982, diretto da Ken Annakin.

## Trama
Mabel, una ragazza molto timida ma desiderosa di essere popolare, partecipa a un festival di pirati nel suo paese di mare, in cui un bel ragazzo dimostra le sue abilità con la spada. Dopo aver scelto Mabel come sua avversaria nella dimostrazione, l'istruttore la invita a bordo della sua barca per una gita in mare aperto. Ma ai due si unisce un gruppo di amiche alquanto gelose della ragazza. Mabel viene mandata a comprare dei panini e le amiche la dimenticano sul pontile del porto e salpano l'ancora in fretta e furia. Mabel non volendo farsi scappare l'istruttore si mette all'inseguimento a bordo di una barchetta che ben presto viene a trovarsi nel mare molto mosso e fa naufragio. Mabel perde i sensi e inizia a sognare di vivere una vera avventura di pirati, con il suo bel fusto e una ciurma composta dai suoi compagni, con decine di sorelle zitelle che devono sposarsi tutte prima di lei. Ma il malvagio capitano della nave pirata vuole a tutti i costi prendersi il tesoro di famiglia appartenente al padre di Mabel. Alla fine la forza dell'amore costringerà il malvagio ad allontanarsi dal tesoro e lascerà che i due giovani, Mabel e l'istruttore Frederic, si sposino.

## Riconoscimenti
- 3 Razzie Award: al peggior regista, alla peggior canzone originale, alla peggior colonna sonora + 6 nomination